# The Bugs Bunny Crazy Castle 2
The Bugs Bunny Crazy Castle 2 (en japonés ミッキーマウス II) es un videojuego de Kemco para Game Boy publicado en abril de 1991. Es una secuela del videojuego The Bugs Bunny Crazy Castle aparecido en 1989 para NES y Game Boy.
- Datos: Q3986142